# Gironville-sous-les-Côtes
Pour les articles homonymes, voir Gironville et -sous-les-Côtes.
Gironville-sous-les-Côtes est une ancienne commune française de la Meuse qui fait partie de la commune de Geville depuis 1973.

## Histoire
Le 1er janvier 1973, la commune de Gironville-sous-les-Côtes est rattachée sous le régime de la fusion-association à celle de Jouy-sous-les-Côtes qui devient Geville.

## Démographie
| 1793 | 1800 | 1806 | 1821 | 1831 | 1836 | 1841 | 1846 | 1851 |
| ---- | ---- | ---- | ---- | ---- | ---- | ---- | ---- | ---- |
| 325  | 390  | 425  | 407  | 450  | 435  | 436  | 456  | 446  |

| 1856 | 1861 | 1866 | 1872 | 1876 | 1881 | 1886 | 1891 | 1896 |
| ---- | ---- | ---- | ---- | ---- | ---- | ---- | ---- | ---- |
| 385  | 401  | 395  | 375  | 519  | 440  | 648  | 446  | 580  |

| 1901 | 1906 | 1911 | 1921 | 1926 | 1936 | 1946 | 1954 | 1962 |
| ---- | ---- | ---- | ---- | ---- | ---- | ---- | ---- | ---- |
| 560  | 588  | 462  | 229  | 222  | 201  | 184  | 198  | 194  |

| 1968 | - | - | - | - | - | - | - | - |
| ---- | - | - | - | - | - | - | - | - |
| 154  | - | - | - | - | - | - | - | - |

## Monuments
L'église Saint-Léger de Gironville, datée des XIIe, XIIIe et XVIe siècles, avec une tour-porche et dotée d'éléments de fortifications, notamment un hourd, des archères, canonnières et ouvertures de tir.
Le fort militaire de Gironville faisant partie du système défensif Séré de Rivières.